# المحاويك (المهرة)

تعديل مصدري - تعديل

المحاويك هي إحدى قرى مديرية المسيلة التابعة لمحافظة المهرة، بلغ تعداد سكانها 46 نسمة حسب تعداد اليمن لعام 2004.

## انظر ايضاً
- World Gazetteer:Yemen
- الجهاز المركزي للإحصاء بالجمهورية اليمنية
- المركز الوطني للمعلومات باليمن